# Alois Brandl
Alois Leonhard Brandl, född den 21 juni 1855 i Innsbruck, död den 5 februari 1940 i Berlin, var en tysk språkforskare.
Brandl promoverades 1878 till filosofie doktor i Wien, blev 1884 extra ordinarie professor i engelsk filologi i Prag samt 1888 ordinarie professor i Göttingen, 1892 i Strassburg och 1895 i Berlin. Han blev emeritus 1923.
Av Brandls många vetenskapliga verk kan nämnas S. T. Coleridge und die englische Romantik (1886; engelsk översättning 1887), Geschichte der mittelenglischen Litteratur och Geschichte der englischen Volkspoesie (båda i Hermann Pauls "Grundriss der germanischen Philologie", 1892–93, ny upplaga 1902 ff.), Shakespeare (1894) och Die Quellen des weltlichen Dramas in England vor Shakespeare (1898). 
Dessutom bearbetade han ten Brinks och Hettners engelska litteraturhistorier samt utgav den fornengelska dikten "Thomas of Erceldoune" (1881) och den så kallade schlegel-tieckska Shakespeareöversättningen. Brandl var även medredaktör av "Quellen und Forschungen", "Archiv für das Studium der neueren Sprachen", "Palæstra" och "Shakespeare-Jahrbuch".